# Cars 2 (jeu vidéo)
Pour les articles homonymes, voir Cars.
Cars 2 est un jeu vidéo d'action-course édité par Disney Interactive Studios et développé par Avalanche Software, Firebrand Games ou Virtual Toys selon les plates-formes. Il est distribué en juin 2011.
Il s'agit de l'adaptation en jeu vidéo du film d'animation du même nom produit par Walt Disney Pictures.

## Synopsis
L'histoire se déroule après les évènements du film. Les héros sont à Londres dans la base d'opérations des espions, nommée C.H.R.O.M.E.. Martin y invite ses amis de Radiator Springs et les pilotes du World Grand Prix à participer à des simulations de courses afin de devenir espions internationaux.
Les versions DS et 3DS reprennent le scénario du film à quelques exceptions près : l'ajout de deux pays dans le World Grand Prix, la France et l'Allemagne. Il est dit dans certains bonus du film que ces deux courses devaient originellement être dans le film.

## Système de jeu
Cars 2 est un jeu de course à la façon d'un Mario Kart avec le fait d'utiliser des armes: mitraillettes, missiles, etc.